# 미코얀 MiG-29K
미코얀 MiG-29K는 MiG-29의 항공모함용 버전이다. 쌍발식 엔진을 장착한 최대이륙중량 24톤의 항공모함용 다목적 전투기라는 점에서, 미국의 F/A-18 호넷과 프랑스의 라팔과 같다.

## 디자인

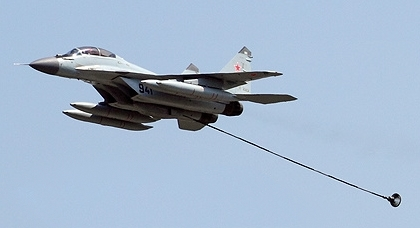
MiG-29K는 다른 전투기에 공중급유를 해 줄 수 있다

MiG-29K는 미코얀 MiG-29M을 해군용으로 개조한 것이다. 항공모함 착륙시의 충격을 견디기 위해, 동체와 착륙기어가 강화되었다.
내부연료량이 3,340 kg에서 4,560 kg으로 증가되었다. 전투행동반경은 850 km이다. 날개밑에 외부연료탱크 3개를 장착하면 전투행동반경이 1,300 km로 늘어난다.
MiG-29K는 MiG-29 초기형과 달리, 공중급유를 받을 수도 있고, 공중급유를 해 줄 수도 있다.

## 레이다

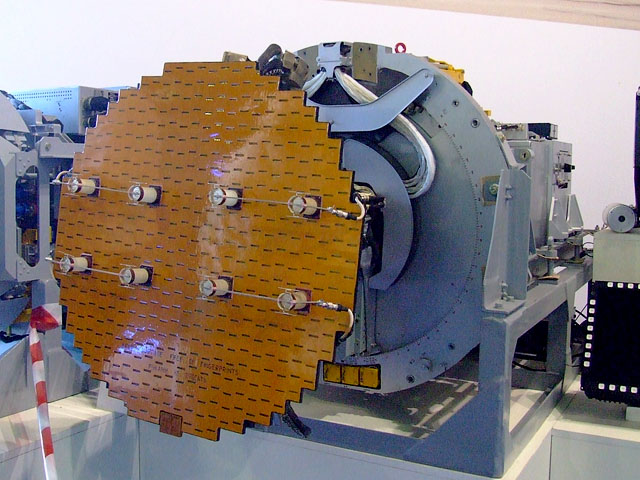
Zhuk-ME Antenna at MAKS

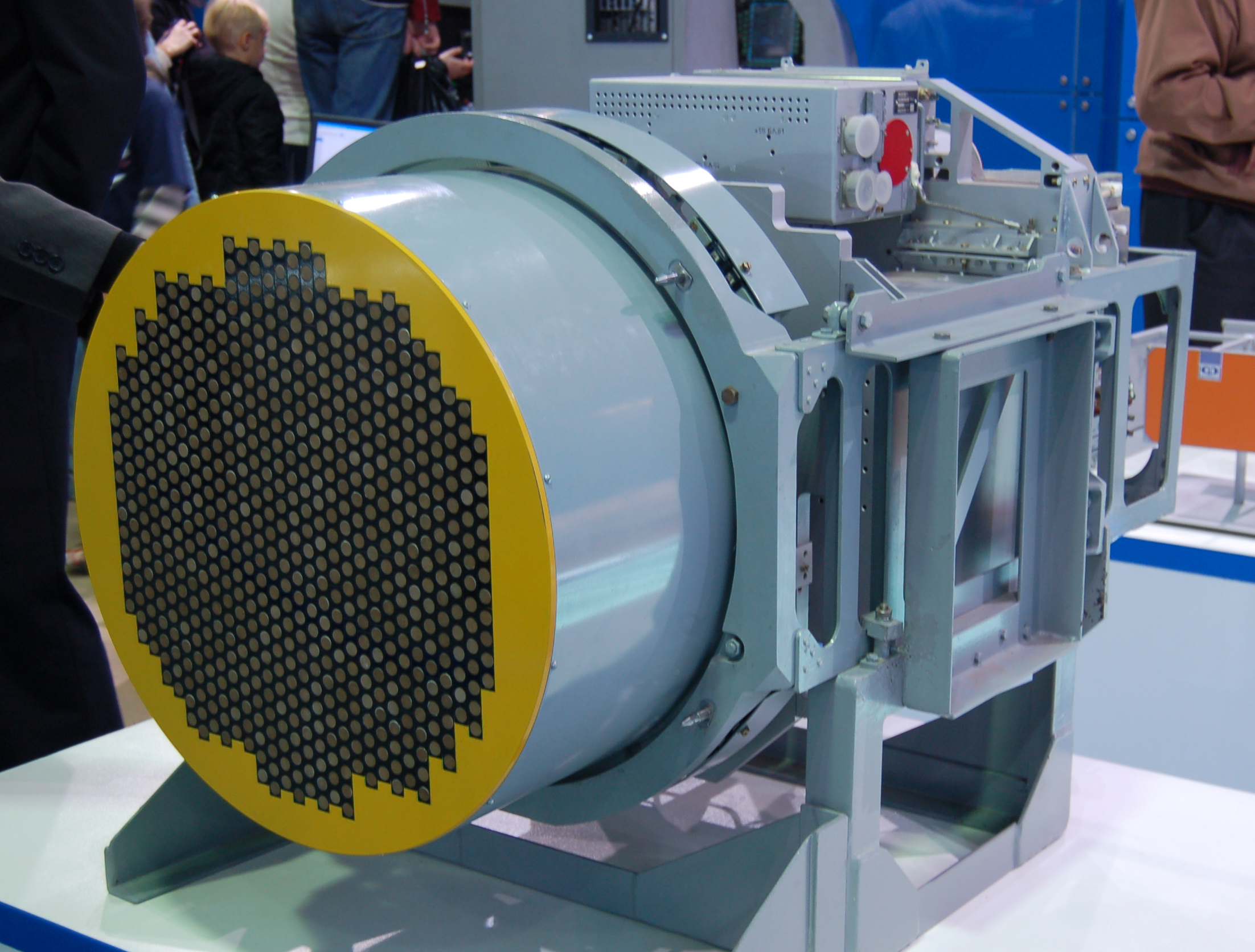
Zhuk-AE AESA radar

Zhuk-ME는 N010 Zhuk 레이다를 개량한 것이다. 향상된 공대지 기능, 즉 맵핑과 지형추적(terrain follow) 기능이 있다. 수출형은 최대 120 km vs a 5 m2 RCS 목표물을 탐지할 수 있다. 최대 10개의 목표물을 동시추적하고 4개를 동시공격할 수 있다. 추적거리는 탐지거리의 0.83 - 0.85 정도이다. 공대지 모드로는 25 km 의 탱크, 120 km 의 다리, 300 km 의 구축함을 탐지할 수 있다. 동시에 2개의 목표물을 탐지할 수 있다. 레이다 무게는 220 kg이며 스캐닝 범위는 +/- 85도 아지무스이며, +56/-40도 엘레베이션이다. 직경 624 mm의 수동식 위상배열(MESA) 레이다이다.
Zhuk-AE는 Zhuk-ME를 개량한 것으로서, 능동식 위방배열(AESA) 레이다이다.

## 파생형
MiG-29K
1인승
MiG-29KUB
2인승 훈련기

## 사용국가
인도

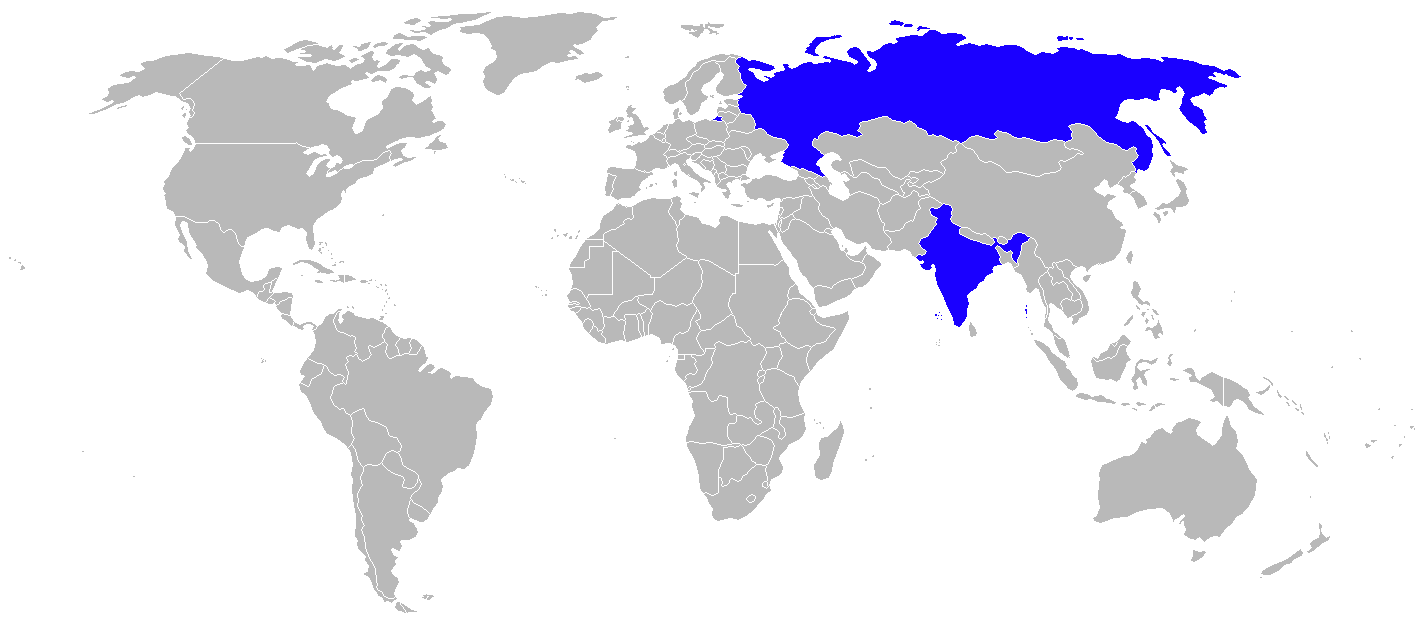
Mikoyan MiG-29K Operators 2010

- 인도 해군 - 2010년 3월 기준으로, 인도는 45대를 주문했다.[3] 2010년 7월 현재 6대를 보유중이다.[4][5] 비크란트급 항공모함의 함재기로 사용될 것이다.
  - 인도해군 303 비행대대 "Black Panthers"[6]

 러시아
- 러시아 해군 - 러시아는 2010년 1월 24대를 주문했다.[7] 러시아에는 MiG-29K를 운용할 수 있는 항공모함은 쿠즈네초프 항공모함 1척 뿐이다.

## 제원 (MiG-29K)
정보의 출처: Russian Aircraft Corporation MiG data, Gordon and Davidson, Deagel.com
일반 특성
- 승무원: 1명
- 길이: 17.3 m (57.76 ft)
- 날개폭: 11.99 m (39.34 ft)
- 높이: 4.40 m (14.44 ft)
- 날개면적: 43 m² (462 ft²)
- 탑재중량: 18,550 kg (40,900 lb)
- 최대이륙중량: 24,500 kg (54,000 lb)
- 엔진: 2× 클리모프 RD-33MK 애프터버닝 터보팬, 9,000 kgf (88.3 kN, 19,800 lbf) 각각

성능
- 최대속도: 마하 2 이상 (2,200 km/h, 1,370 mph) / 저고도: 1,400 km/h, 870 mph
- 최대항속거리: 2,000 km (1,240 마일) / 3,000 km (1,860 마일), 드롭 탱크 3개 장착시
- 상승한도: 17,500 m (57,400 ft)
- 상승률: initial 330 m/s, average 109 m/s 0-6000 m[11] (65,000 ft/min)
- 날개하중: 442 kg/m² (90.5 lb/ft²)
- 추력대중량비: 0.97

무장

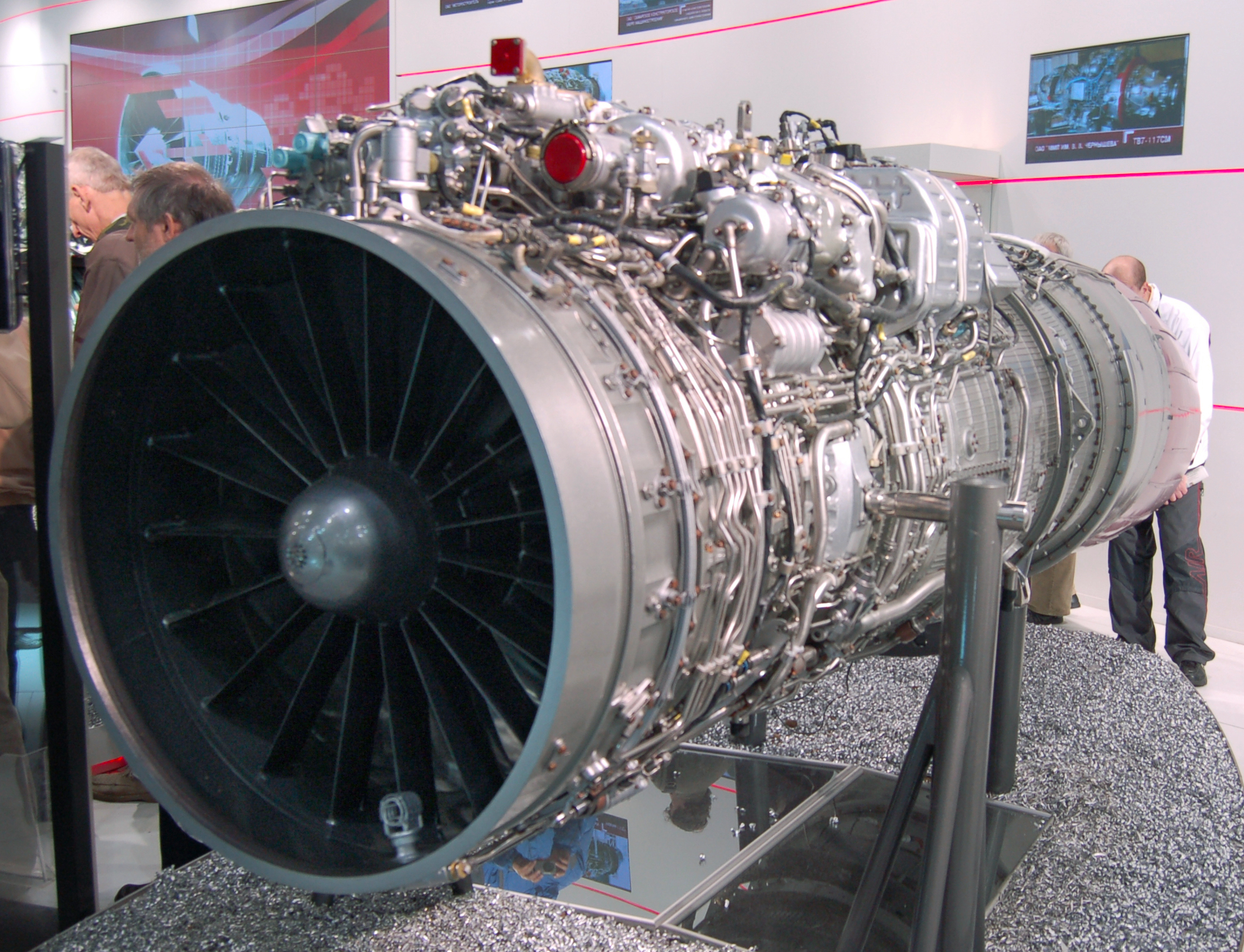
MAKS 2009에 전시된 클리모프 RD-33MK 엔진

- 1x 30 mm GSh-30-1 기관포, 탄약 100발
- 날개밑에 8개의 하드포인트, 동체밑에 1개의 하드포인트, 최대 5,500 kg 무장[12]

공대공 미사일
8발의 미사일 장착가능.
- AA-11 "Archer" 적외선 유도 단거리 AAM
- AA-10 "Alamo" 세미 액티브 레이다 유도 중거리 AAM, 적외선 유도 중거리 AAM,
- AA-12 "Adder" 액티브 레이다 유도 중거리 AAM

공대지 미사일
- Kh-25ML semi-active laser guidance with tandem warhead,
- Kh-29T TV-guided air-to-surface missile,
- Kh-35U 장거리 액티브 레이다 공대지 미사일

대레이다 미사일
- Kh-25MP modular anti-radiation variant,
- Kh-31P passive seeker Anti-radiation missile (ARM)

공대함 미사일
- Kh-31A 중거리 시스키밍 대함 미사일
- Kh-35 장거리 액티브 레이다 유도 대함 미사일. "하푼스키"라고 부른다.

폭탄
- FAB 500-M62 범용 폭탄
- FAB-1000, (1,500 kg / 3,300 lb),
- KAB-500KR 전자광학 TV 유도 파이어 앤 포겟 폭탄

기타
- 플래어 포드, 채프 포드
- ECM 포드
- 타게팅 포드
- 드롭 탱크
- UPAZ 공중 급유 포드

항공전자장비
- Zhuk -ME radar[2]
- IRST[2]
- SPO-15 Beryoza RWR (레이다 경보 수신기)

## 같이 보기
관련 개발
- 미코얀 MiG-29
- 미코얀 MiG-29M
- 미코얀 MiG-35

유사 항공기
- F/A-18E/F 슈퍼 호넷
- 다소 라팔M
- 수호이 Su-33